# Solar Winds
Solar Winds è una serie di videogiochi di azione ad ambientazione fantascientifica prodotta dalla Epic Megagames nel 1993. 
La saga si compone di due episodi separati, Solar Winds: The Escape e Solar Winds: Galaxy.